# 安吉朗站
安吉朗站（：／ Anjirang yeok */?，也譯作安吉郎站）是大邱地鐵1號線沿線的一座地下車站，位於韓國大邱廣域市南區大明洞，韓語副站名為「大邱天主教大學醫院」（대구가톨릭대학교병원）。

## 車站結構
站體為2面2線側式月台的地下車站，候車月台設有月台幕門，並有4處出口。

### 月台配置
| 大明 ↑   |
| \| 上    |
| ↓ 顯忠路 |

| 月台 | 路線               | 目的地                         |
| ---- | ------------------ | ------------------------------ |
| 上行 | ●大邱都市铁道1号线 | 西部客運站、上仁、舌化椧谷方向 |
| 下行 | ●大邱都市铁道1号线 | 半月堂、中央路、安心方向       |

## 歷史
- 1997年11月26日：開通啟用。

## 車站周邊
- nh農協銀行（朝鲜语：NH농협은행）大明洞分行
- 韓國通訊南大邱營業所
- 韓煙人蔘股份
- 安吉朗市場
- 前山咖啡街
- 제성韓方醫院
- 大邱天主教大學（朝鲜语：대구가톨릭대학교）附設醫院
- Home plus（朝鲜语：홈플러스）南大邱店

## 相鄰車站
大邱都市鐵道公社
●大邱都市铁道1号线
大明（124）－安吉朗（125）－顯忠路（126）